# Lewisville (Karolina Północna)
Lewisville – miasto w Stanach Zjednoczonych, w stanie Karolina Północna, w hrabstwie Forsyth.